# جیمز میتلند، هشتمین ارل لاودردیل

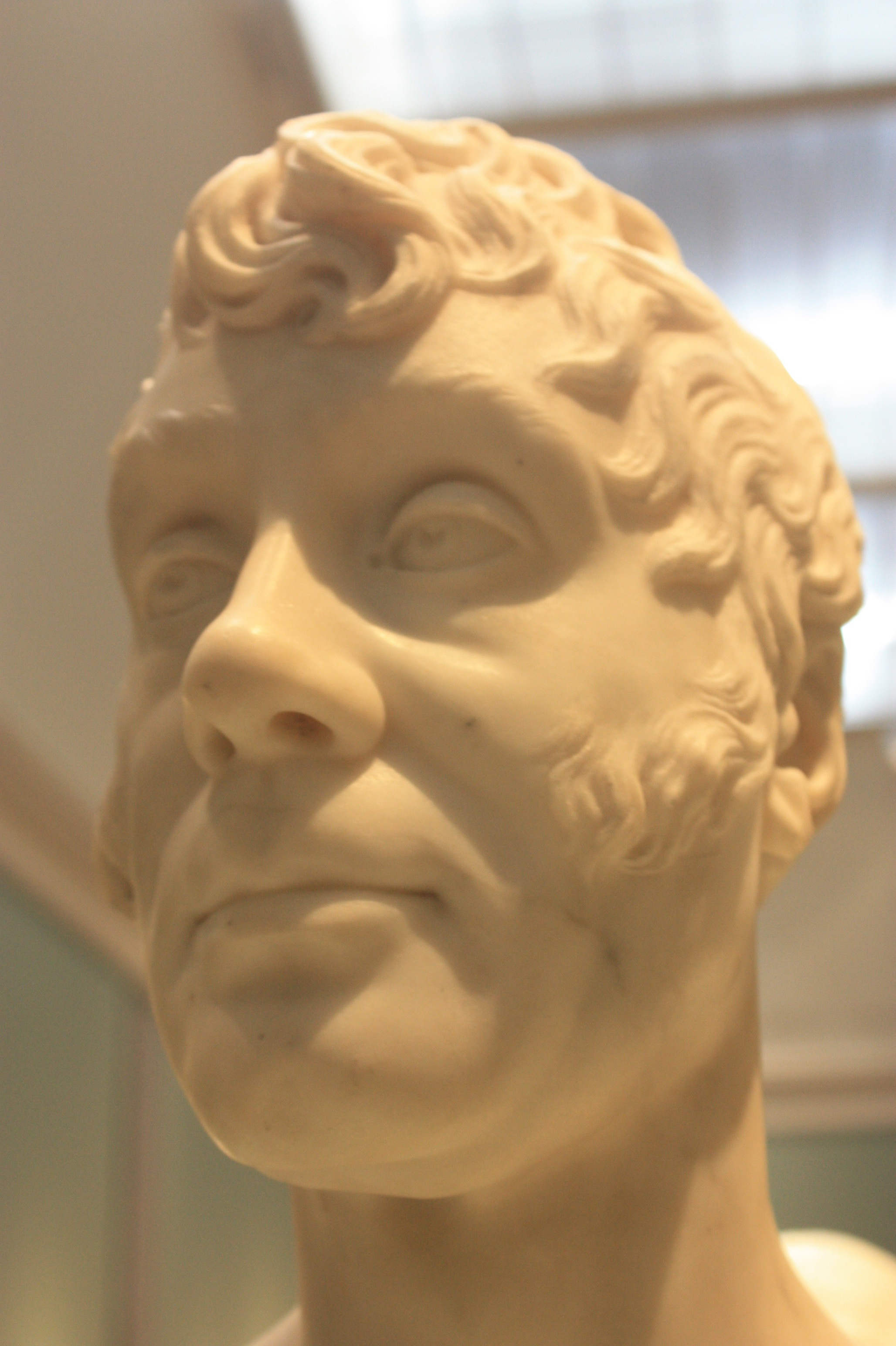
جیمز میتلند توسط جوزف نولکنز

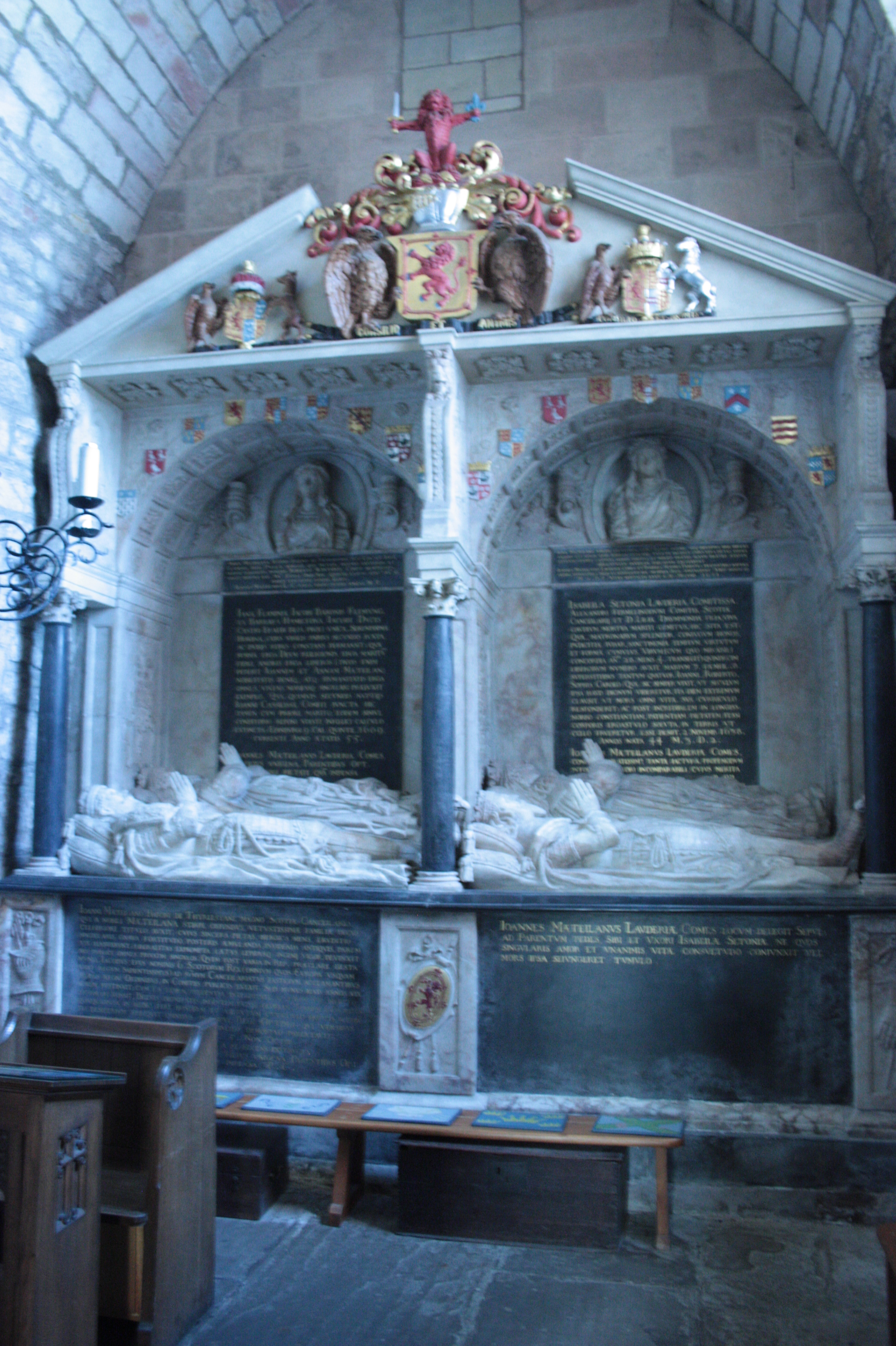
مقبره میتلند، کلیسای مریم مقدس، هادینگتون

جیمز میتلند، هشتمین ارل لاودردیل (به انگلیسی: James Maitland, 8th Earl of Lauderdale)؛ KT PC (26 ژانویه ۱۷۵۹–۱۰ سپتامبر ۱۸۳۹) نگهبان مهر بزرگ اسکاتلند بود و نماینده همتا برای اسکاتلند در مجلس اعیان بریتانیا و اقتصاددان کلاسیک.

## سال‌های اولیه
زاده هالتون هاوس در نزدیکی رتو، پسر ارشد و وارث جیمز میتلند، هفتمین ارل لاودردیل بود که در سال ۱۷۸۹ جانشین او شد، به یک سیاستمدار و نویسنده بحث‌برانگیز اسکاتلندی تبدیل گردید. معلم او دانشمند اندرو دالزل بود و جیمز میتلند سپس به دانشگاه ادینبرو و دانشگاه گلاسکو رفت و تحصیلات خود را در پاریس به پایان رساند، جایی که گفته می‌شود، او رادیکال شد.

## شغل پارلمانی
پس از بازگشت به خانه در سال ۱۷۸۰، او به عضویت دانشکده وکلای پذیرفته شد و در همان سال با موفقیت در انتخابات پارلمان شرکت کرد. از ۱۷۸۰ تا ۱۷۸۴ او نماینده نیوپورت و از ۱۷۸۴ تا ۱۷۸۹، حوزه انتخابیه پارلمان بریتانیا از مالمزبوری بود. در مجلس عوام از ویگ برجسته چارلز فاکس حمایت کرد و در بحث‌ها شرکت فعال داشت و یکی از مدیران استیضاح وارن هستینگز بود.
از سال ۱۷۸۹، در مجلس اعیان، جایی که او نماینده همتا اسکاتلند بود، به عنوان مخالف سیاست ویلیام پیت جوان و دولت انگلیس در رابطه با به فرانسه. او یک سخنران مکرر بود و همچنین با مخالفت فعال خود با قانون تعلیق "Habeas Corpus"، لایحه فتنه و سایر اقدامات متمایز شد. پس از وقوع انقلاب فرانسه، که تصور می‌شد او با آن همدردی می‌کرد، با لباس خشن ژاکوبنیسم در خانه ظاهر شد.
در ژوئیه ۱۷۹۲، او پس از به چالش کشیدن افتخار آرنولد در مجلس اعیان، با بندیکت آرنولد یک دوئل بدون خونریزی انجام داد.

## انقلاب فرانسه
در سال ۱۷۹۲، لرد لادردیل با همراهی جان مور بار دیگر به فرانسه سفر کرد. حمله به تویلری و زندانی شدن پادشاه لوئی شانزدهم سه روز پس از ورود ارل به پایتخت فرانسه صورت گرفت. پس از قتل‌عام ۲ سپتامبر، سفیر بریتانیا که پاریس را ترک کرد، ارل در ۴ پاریس را به مقصد کاله (فرانسه) ترک کرد. با این حال، او ماه بعد به پاریس بازگشت و تا ۵ دسامبر به لندن نرفت. پس از بازگشت از فرانسه، او مجله ای به نام ژورنال در طول اقامت در فرانسه از آغاز اوت تا اواسط دسامبر ۱۷۹۲ منتشر کرد.
به گفته اندرو تامسون عتیقه‌شناس، جیمز میتلند هشتمین ارل لودردیل به شهروند میتلند مشهور بود. او یک افراطی بود، او در جریان انقلاب فرانسه در پاریس و دوست صمیمی ژان-پل مارا بود. وی بندرت از اسکاتلند بازدید می‌کرد. ارل به تأسیس انجمن دوستان مردم بریتانیا در سال ۱۷۹۲ کمک کرد.

## همتای جدید
پس از تشکیل دولت گرنویل در فوریه ۱۸۰۶، لادردیل به عنوان «بارون لادردیل از ترلستان» به عنوان همتایان بریتانیا شناخته شد و به عضویت شورا سوگند یاد کرد. او برای مدت کوتاهی از ژوئیه ۱۸۰۶ نگهبان مهر بزرگ اسکاتلند بود.

## پیمان ناپلئون
در ۲ اوت ۱۸۰۶، ارل، که کاملاً به زبان فرانسه مسلط بود، عازم فرانسه شد و با قدرت کامل سرمایه‌گذاری کرد تا صلح را به سرانجام برساند، مذاکراتی که برای چندین هفته توسط ارل یارموث انجام شده بود. با رسیدن به پنجم، او و یارموث مشغول کار سخت درمان با ناپلئون و تالیراند شدند. یارموث در ۱۴ فراخوان شد و لادردیل تنها ماند. پس از تجدید جنگ، او پاریس را به مقصد لندن در ۹ اکتبر ترک کرد. گزارش کاملی از پیشرفت و خاتمه مذاکرات در «لندن گزت» در ۲۱ اکتبر ۱۸۰۶ منتشر شد.
پس از ایفای نقش به عنوان رهبر ویگ‌ها در اسکاتلند، لادردیل تبدیل به یک توری شد و به لایحه اصلاحات ۱۸۳۲ رای منفی داد. لرد لادردیل در سال ۱۸۰۶ به عنوان مشاور خصوصی و در سال ۱۸۲۱ به عنوان نشان گل خار انتخاب شد.

## اختلاف بنر
در سال ۱۶۷۲ با مرگ ارل داندی، دوک لادردیل به عنوان حامل ارثی برای حاکم تاندارد اسکاتلند منصوب شد و این حق توسط وارثان او تا سال ۱۹۱۰ حفظ شد.
در سال ۱۷۹۰، جیمز میتلند، هشتمین ارل لادردیل، اسلحه‌ها را در شخصیت حامل موروثی برای حاکم استاندارد اسکاتلند و حامل موروثی برای حاکم پرچم ملی اسکاتلند ثبت کرد.
در سال ۱۹۵۲ پس از ملاقات با ارل‌های لادردیل و داندی لرد لیون به ملکه توصیه کردند که حق ارل لادردیل را تأیید کند. برای حمل سالتیر به عنوان حامل پرچم ملی اسکاتلند، و برای تأیید اینکه ارل داندی به عنوان حامل پرچم سلطنتی دارای استاندارد سلطنتی شیر شایع است.

## نوشته‌ها

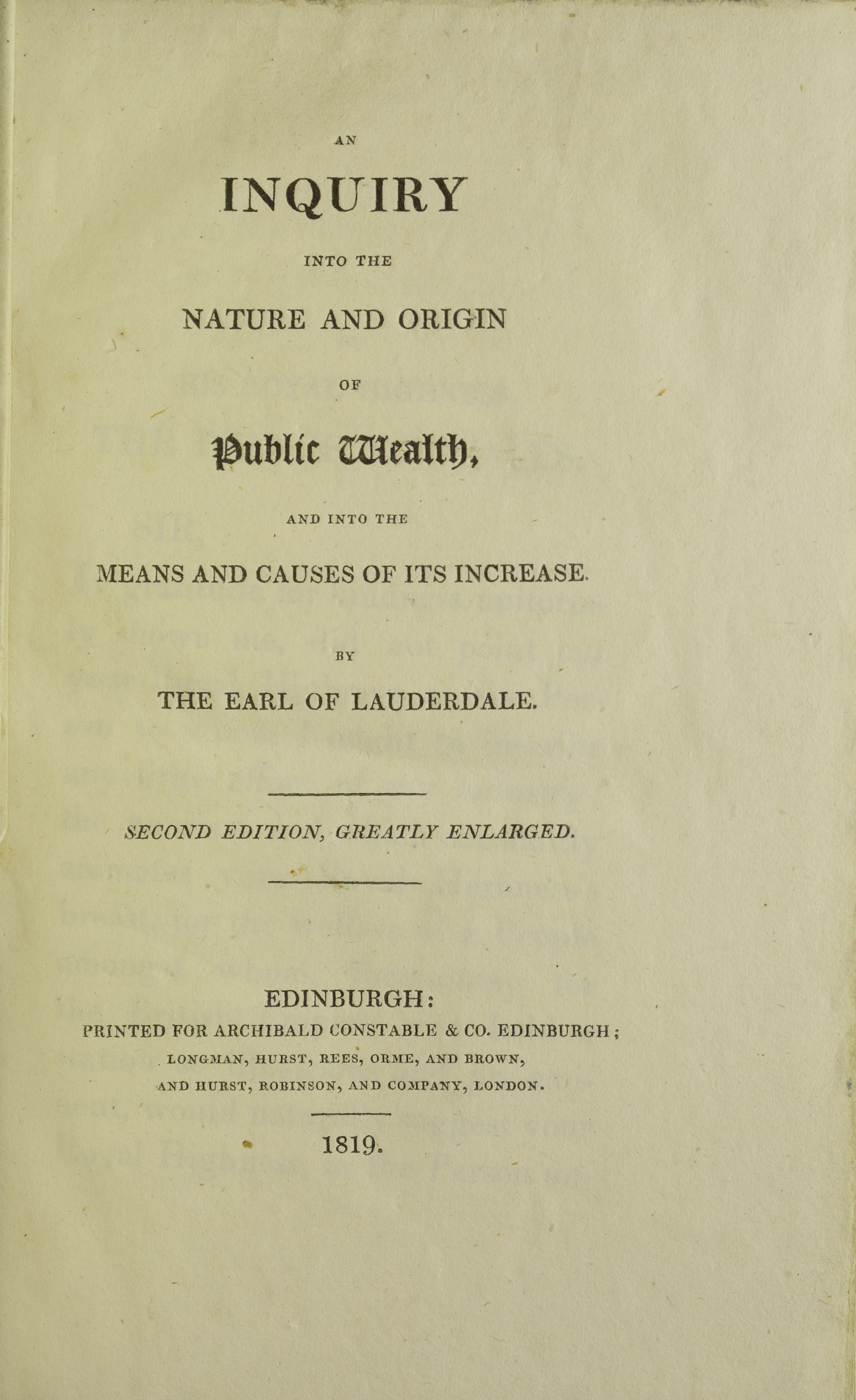
تحقیق در ماهیت و منشأ ثروت عمومی، ۱۸۱۹

میتلند «تحقیقی دربارهٔ ماهیت و منشأ ثروت عمومی» (۱۸۰۴ و ۱۸۱۹) نوشت، که در آن مفهومی را معرفی کرد که به «پارادوکس لادردیل» معروف شده‌است: بین ثروت عمومی و ثروت خصوصی همبستگی معکوس وجود دارد. افزایش یکی تنها می‌تواند به قیمت کاهش دیگری باشد.
این اثر که به زبان‌های فرانسوی و ایتالیایی ترجمه شد، جنجالی را بین نویسنده و لرد بروگام؛ «کاهش ارزش پول کاغذی بریتانیا ثابت شد» (۱۸۱۲); و نوشته‌های دیگر با ماهیت مشابه. «تحقیق» اولین اثری بود که توجه را به پیامدهای اقتصادی مازاد یا کسری بودجه و تأثیر آن بر انبساط یا انقباض اقتصاد جلب کرد و بنابراین اساس اقتصاد بعدی کینزی اقتصادی بود. تئوری‌هایی که امروزه به‌طور گسترده مورد استفاده قرار می‌گیرند.

## مرگ
او در ۸۰ سالگی در ۱۰ سپتامبر ۱۸۳۹ در در قلعه تیرلستان، نزدیک لاودر، برویک شایر درگذشت.
پیکرش در طاق میتلند، که راهروی لادردیل نیز نامیده می‌شود، در کلیسای کالجی مریم مقدس، هدینگتون به خاک سپرده شده‌است.

## خانواده

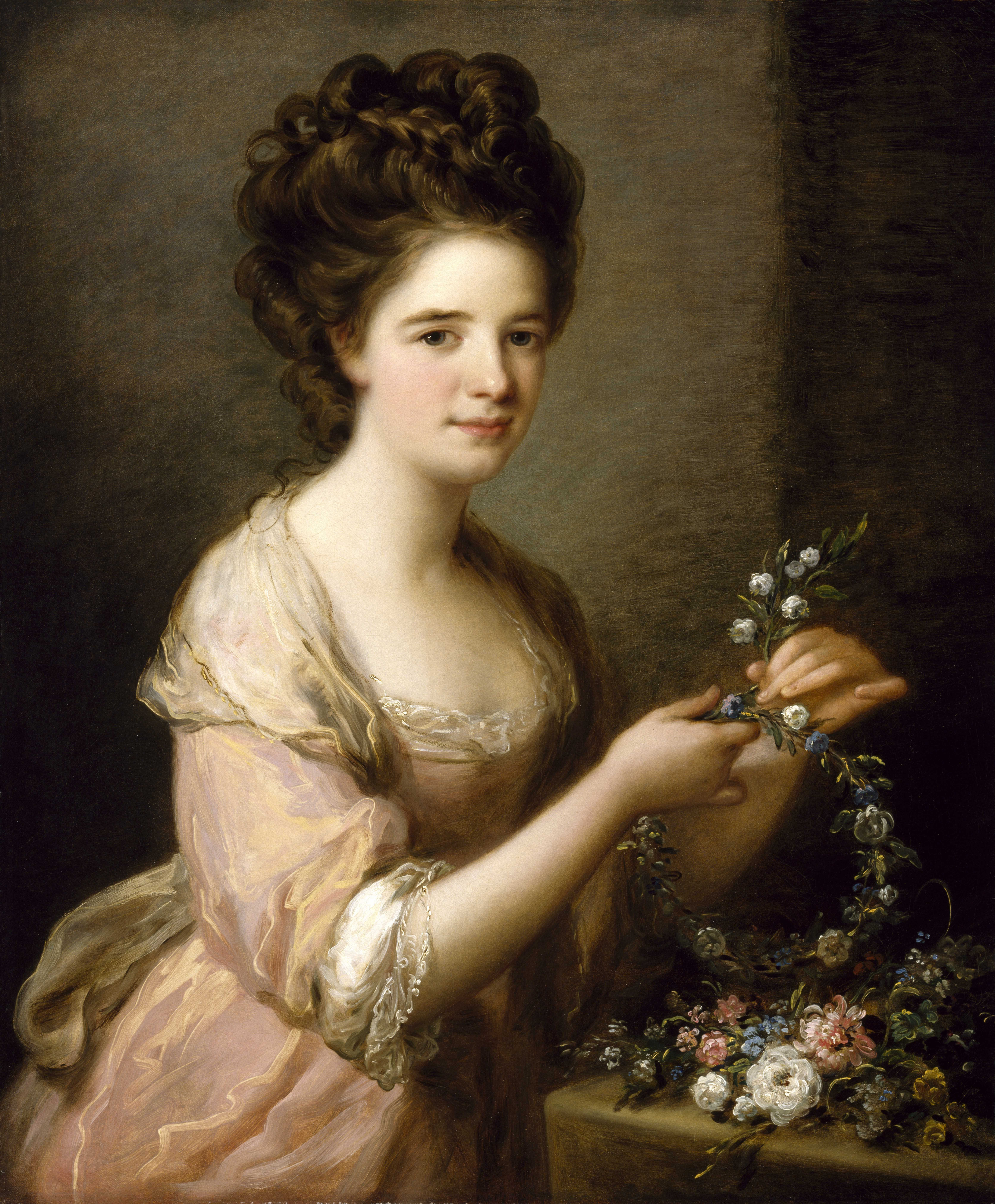
النور تاد، کنتس لودردیل، نقاشی شده توسط انجلیکا کافمن

او در ۱۵ اوت ۱۷۸۲ با النور تاد (۱۷۶۲–۱۸۵۶)، تنها دختر و وارث آنتونی تاد، دبیر اداره پست عمومی ازدواج کرد. آنها ده فرزند داشتند:
- لیدی النور، ازدواج با جیمز بالفور (والدین جیمز میتلند بالفور نماینده پارلمان و پدربزرگ و مادربزرگ نخست‌وزیر آرتور بالفور)
- لیدی مری، با ادوارد استنلی از کراس هال در نزدیکی اورمسکرک ازدواج کرد. مادر ادوارد استنلی نماینده مجلس.
- لیدی جولیا، در سال ۱۸۲۳ ازدواج کرد سر جان وارندر، بارونت پنجم (۱۷۸۶–۱۸۶۷)
- جیمز میتلند، نهمین ارل لودردیل (۱۷۸۴–۱۸۶۰)
- دریاسالار سر آنتونی میتلند، دهمین ارل لودردیل (۱۷۸۵–۱۸۶۳)
- پنج پسر دیگر

هیچ‌یک از هفت پسرش ازدواج نکرده بودند.